# 옌콴헝
옌콴헝(중국어 정체자: 顏寬恒, 병음: Yán Kuānhéng, 한자음: 안관항, 1977년 9월 14일~)은 중화민국의 정치인으로, 2013년 타이중시 제2선거구 입법위원으로 당선되었다.